# SEIKO MATSUDA COUNT DOWN LIVE PARTY 2005-2006
『SEIKO MATSUDA COUNT DOWN LIVE PARTY 2005-2006』（セイコ・マツダ・カウント・ダウン・ライヴ・パーティー・2005-2006）は、松田聖子のライブ・ビデオ。2006年3月24日発売。2009年7月8日、Blu-ray Discとしても発売。発売元はSony Records。

## 解説
2005年12月31日から2006年1月1日にかけて大阪城ホールにて行われたカウントダウン・ライヴの模様を収録したDVDおよびBlu-ray Disc。
1981年のアルバム『風立ちぬ』収録曲をはじめ、当時久しく披露されていなかった曲が多く披露された。

## 収録曲
1. Overture
2. 星空のドライブ
3. 冬の妖精
4. 流星ナイト
5. LET'S BOYHUNT
6. 一千一秒物語
7. MC1
8. 野ばらのエチュード
9. 風立ちぬ
10. ハートのイアリング
11. 真冬の恋人たち
12. Star
13. MC2
14. ガラスの林檎
15. 瑠璃色の地球
16. しあわせな気持ち
17. MC3（COUNT DOWN)
18. Only My Love
19. MC4
20. チェリーブラッサム
21. Rock'n Rouge
22. 天使のウィンク
23. 渚のバルコニー
24. 赤いスイートピー
25. SQUALL
26. 20th Party
27. 夏の扉
28. 20th Party